# Бивер Дам (Висконсин)
Бивер Дам (енгл. Beaver Dam) град је у америчкој савезној држави Висконсин.

## Демографија
По попису из 2010. године број становника је 16.214, што је 1.045 (6,9%) становника више него 2000. године.
| Група             | 2000.          | 2010.          |
| Белци             | 14.237 (93,9%) | 14.502 (89,4%) |
| Афроамериканци    | 66 (0,4%)      | 133 (0,8%)     |
| Азијати           | 92 (0,6%)      | 160 (1,0%)     |
| Хиспаноамериканци | 640 (4,2%)     | 1.210 (7,5%)   |
| Укупно            | 15.169         | 16.214         |